# Candida magnifica
Candida magnifica är en svampart som beskrevs av Verona 1998. Candida magnifica ingår i släktet Candida, ordningen Saccharomycetales, klassen Saccharomycetes, divisionen sporsäcksvampar och riket svampar.   Inga underarter finns listade i Catalogue of Life.